# Abe Gutnajer

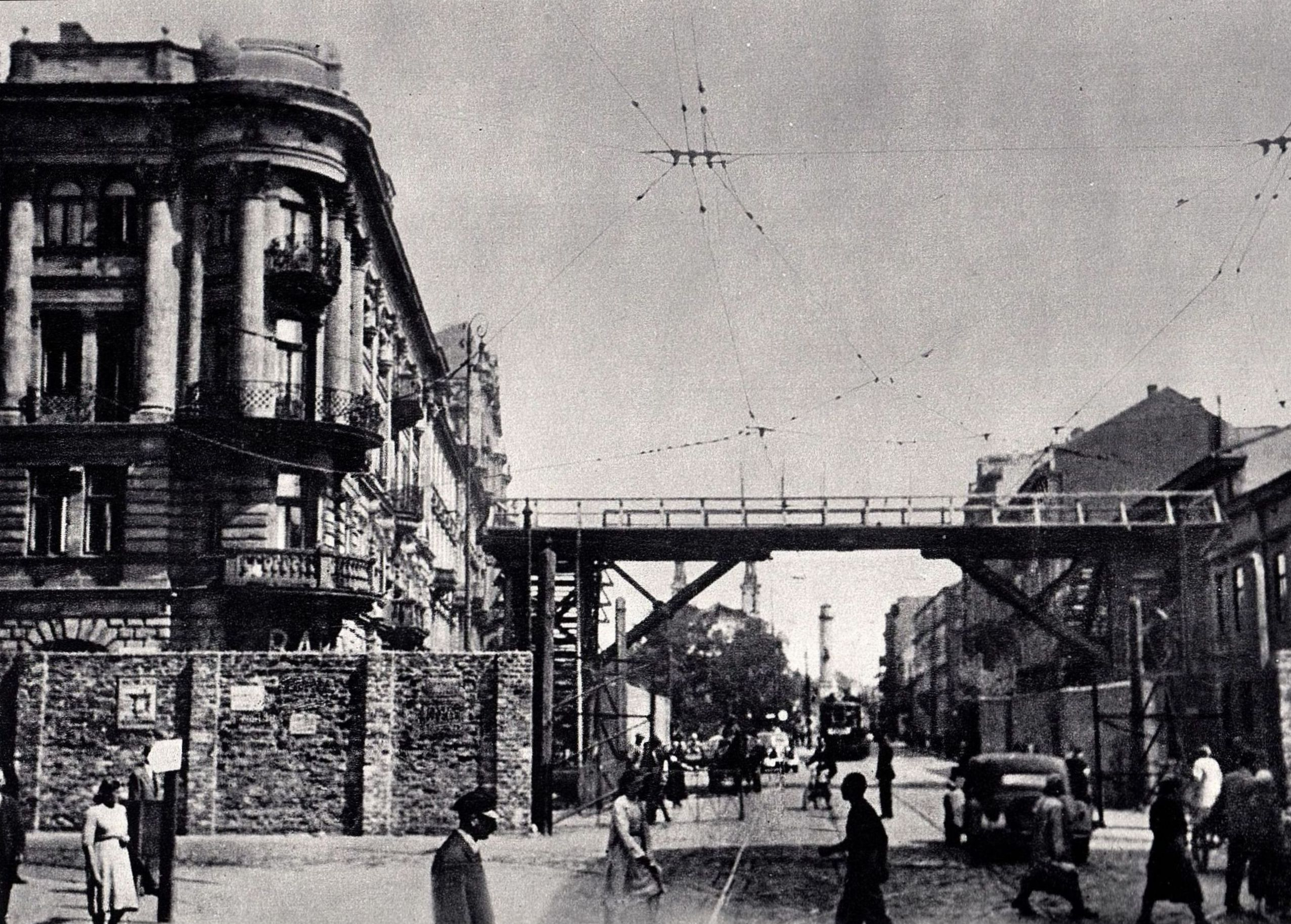
Kamienica przy ul. Chłodnej 26 (po lewej), w której został zamordowany Abe Gutnajer

Abe Gutnajer, właśc. Abel Gutnajer (ur. ok. 1888, zm. 21 lipca 1942 w Warszawie) – polski marszand żydowskiego pochodzenia, jeden z największych antykwariuszy II Rzeczypospolitej, organizator aukcji i wystaw malarstwa polskiego.

## 1915–1939
Pochodził z rodziny warszawskich antykwariuszy, którzy mieli małe salony antykwaryczne przy ulicach Śliskiej i Bagno, nastawione przede wszystkim na klientów pochodzenia żydowskiego. Około 1915 roku otworzył antykwariat przy ul. Świętojańskiej 35, gdzie urządzał także wystawy prac malarskich, między innymi Wojciecha Kossaka w 1915, Władysława Czachórskiego i Józefa Brandta w 1916 oraz Juliana Fałata, Jacka Malczewskiego, Józefa Mehoffera, Henryka Siemiradzkiego i Jana Matejki i ponownie Wojciecha Kossaka w 1917 roku. W swoim antykwariacie organizował również aukcje obrazów, co było na owe czasy rzadko spotykaną praktyką w Warszawie.
W poszukiwaniu płócien podróżował po całej Europie, ściągając do kraju obrazy czołowych polskich artystów rozsiane po świecie. To Gutnajer przywiózł z Paryża prace Olgi Boznańskiej i Józefa Chełmońskiego, z Wiednia prace Józefa Brandta, Aleksandra Gierymskiego, Leopolda Löfflera i Jana Matejki, a z Berlina rzadko spotykane w Polsce obrazy pędzla Maksymiliana Gierymskiego. Wśród obrazów nabytych przez Gutnajera było 14 płócien pędzla Józefa Chełmońskiego, zakupionych w Paryżu w 1918, oraz „Portret czytającego mężczyzny” Pietera de Greberra (zakup z 1917 roku). 
W 1920 roku swój reprezentacyjny antykwariat przeniósł na ul. Mazowiecką 16, a drugi, o mniej prestiżowej randze, w którym sprzedawał mniej wartościowe malarstwo, meble i wyroby rzemiosła artystycznego otworzył w pobliżu, przy ul. Mazowieckiej 11. W 1924 roku nabył część kolekcji malarstwa polskiego będącej własnością hrabiego Ignacego Korwin-Milewskiego. Pośród zakupionych wtedy płócien były między innymi takie dzieła jak „Babie Lato” Józefa Chełmońskiego (zakupione w 1924 przez Muzeum Narodowe w Warszawie) czy „Widok na zamek Kufstein” Aleksandra Gierymskiego, podarowany temuż Muzeum w 1927 roku.
Organizował też wystawy swoich zbiorów w innych polskich miastach. Na przykład na przełomie lat 1936/1937 r. pokazał w Łodzi „Autoportret” Rembrandta oraz portret prymasa Poniatowskiego, pędzla Marcella Bacciarellego.
Jedną z ostatnich wielkich licytacji dzieł sztuki przeprowadzonych przez jego salon sztuki i antykwarnię przed wybuchem wojny była licytacja zbiorów Henryka Loewenfelda, właściciela obszaru dworskiego w Chrzanowie w czerwcu 1939 r.

## II wojna światowa
Podczas obrony Warszawy we wrześniu 1939 roku zniszczeniu w wyniku bombardowania uległ antykwariat i mieszkanie Gutnajera przy ul. Mazowieckiej 16. Ocalał natomiast antykwariat przy ul. Mazowieckiej 11. Opinie co do losów jego kolekcji przechowywanej przez niego w domu są podzielone. Sądzi się, że prawdopodobnie nie uległa zniszczeniu, a została gdzieś zabezpieczona po pierwszych bombardowaniach stolicy. Przed wysiedleniem do warszawskiego getta Gutnajer zwrócił przedmioty przyjęte przed wybuchem wojny do sprzedaży komisowej. Co zabrał ze sobą do getta poza obrazem „Portret czytającego mężczyzny” Pietera de Grebbera, nie wiadomo. Prawdopodobnie resztę zbiorów  zdeponował u swojego przyjaciela Edmunda Mętlewicza, który na jego zlecenie sprzedawał płótna w warszawskich antykwariatach „Skarbiec” i „Miniatura”, a pieniądze przekazywał do getta.
Gutnajer mieszkał w getcie przy ulicy Chłodnej 26. Tam 21 lipca 1942 roku został zamordowany przez Niemców. Do tragedii doszło w przeddzień rozpoczęcia wielkiej akcji deportacyjnej. W dniu śmierci miał umówioną konsultację lekarską z wybitnym polskim patofizjologiem i patomechanikiem stawów – prof. Franciszkiem Raszeją, który specjalnie na tę okoliczność otrzymał przepustkę do getta. W mieszkaniu antykwariusza przebywali w tym czasie poza nim jego żona – Regina, córka Stefania, zięć i wnuczka, kilkoro innych członków rodziny, Raszeja wraz z asystentem Kazimierzem Pollakiem i żydowska pielęgniarka.
Okoliczności zbrodni opisują między innymi dr Zbigniew Lewicki, który w dzień po tragedii wyruszył do getta w poszukiwaniu prof. Raszei po tym, jak ten nie powrócił stamtąd z przepustki oraz Władysław Szpilman, który w swoich opublikowanych po wojnie wspomnieniach napisał, że Gutnajer został zastrzelony w narkozie na stole operacyjnym. Zbrodnia ta, jak i inne dokonane 21 lipca 1942, miały za zadanie, według Marka Edelmana, zastraszyć ludność getta, by nie stawiała oporu podczas akcji wysiedleńczej zaplanowanej na dzień następny. Według Włodzimierza Kalickiego w grę dodatkowo mógł wchodzić cel rabunkowy, a zbrodnia była zaplanowana. Z mieszkania antykwariusza skradziono między innymi obraz „Portret czytającego mężczyzny”. Ciała ofiar mordu przy ul. Chłodnej 26 zostały pochowane w zbiorowym grobie na cmentarzu żydowskim przy ulicy Okopowej.
Wojnę przeżył syn Abe Gutnajera, Ludwik, który walczył podczas kampanii wrześniowej zarówno z Niemcami, jak i sowietami, potem jako żołnierz Samodzielnej Brygady Strzelców Karpackich uczestniczył w bitwie pod Tobrukiem w 1941, a następnie jako bombardier brał udział w lotach bojowych RAF-u nad Niemcami.

## Inne informacje
- Bracia Gutnajera również prowadzili renomowane antykwariaty w Warszawie i uchodzili za znanych kolekcjonerów sztuki. Bernard Gutnajer prowadził antykwariat w hotelu Angielskim przy ulicy Wierzbowej 6, a Józef miał antykwariat przy ulicy Zielnej.
- Antoni Słonimski w prowadzonych przez siebie „Kronikach tygodniowych” używał stworzonego przez siebie słówka „abergutnajeryzm” na określenie zajmowania się czasami minionymi w nawiązaniu do zainteresowania Abe Gutnajera malarstwem XIX-wiecznym.
- W marcu 2006 roku odnalazł się skradziony z mieszkania Gutnajera w getcie „Portret czytającego mężczyzny” Pietera de Grebbera, znajdujący się rejestrze i katalogu pt. Straty wojenne. Malarstwo obce, wydanym po wojnie przez Ministerstwo Kultury i Dziedzictwa Narodowego. Wystawcą obrazu w londyńskim domu aukcyjnym Christie's był anonimowy sprzedawca z Łotwy. Obraz w chwili wystawienia wyceniono na 800-1200 funtów. Odkrycia, iż jest to obraz Greberra, dokonali eksperci Art Lost Register. Po negocjacjach prowadzonych przez prof. Wojciecha Kowalskiego będącego pełnomocnikiem MSZ ds. Restytucji Zrabowanych i Przemieszczonych Dóbr Kultury ustalono iż zysk ze sprzedaży obrazu zostanie podzielony po równo między sprzedawcę z Łotwy a spadkobierców Abe Gutnajera, jego synową Eve Gutnajer-Infanti oraz wnuki - Stefana i Krystynę. 25 kwietnia 2008 obraz został sprzedany za 46 100 funtów, jego nabywcą został londyński marszand Johnny von Haeften.